# Bryan Henry
Bryan Henry (* 20. August 1995 in Etterbeek) ist ein belgischer Eishockeyspieler, der seit 2016 bei den Bulldogs de Liège in der belgisch-niederländischen BeNe League unter Vertrag steht.

## Karriere
Bryan Henry begann seine Karriere in Finnland beim East Hockey Club, in dessen C-Jugend-Mannschaft er spielte. 2011 wechselte zu Karhu-Kissat und spielte dort in der B- und der A-Jugendmannschaft. 2015 zog es ihn nach Frankreich, wo er eine Spielzeit für die Castors d’Avignon in der drittklassigen Division 2 auf dem Eis stand. Anschließend zog es ihn nach Belgien zurück und er schloss sich den Bulldogs de Liège an. Mit dem Team aus Lüttich spielt er seither in der BeNe League. 2018 wurde er mit dem Klub belgischer Pokalsieger und 2023 gewann er die BeNe League, wozu er als Torschützenkönig der Liga maßgeblich beitrug. Auch 2024 gewann er mit dem Klub die BeNe League.

### International
Für Belgien nahm Henry im Juniorenbereich an den U18-Weltmeisterschaften 2011 und 2013 in der Division II und 2012 in der Division III sowie der U20-Weltmeisterschaften 2015, als er gemeinsam mit dem Kroaten Luka Vukoja und dem Isländer Ingþór Arnason drittbester Scorer des Turniers hinter den Kroaten Ivan Janković und Luka Jarčov war und so auch zum besten Spieler seiner Mannschaft gewählt wurde, in der Division II teil.
Für die Herren-Nationalmannschaft spielte Henry bei den Weltmeisterschaften 2016, 2018, 2022 und 2024, als er gemeinsam mit seinem Landsmann Sam Verelst bester Vorbereiter und hinter diesem zweitbester Scorer des Turniers war, in der Division II.

## Erfolge und Auszeichnungen
- 2018 Belgischer Pokalsieger mit den Bulldogs de Liège
- 2023 BeNe-League-Gewinn mit den Bulldogs de Liège
- 2023 Bester Torschütze der BeNe-League-Hauptrunde
- 2024 BeNe-League-Gewinn mit den Bulldogs de Liège

### International
- 2012 Aufstieg in die Division II bei der U18-Weltmeisterschaft der Division III, Gruppe A
- 2013 Bester Stürmer bei der U18-Weltmeisterschaft der Division II, Gruppe B
- 2024 Aufstieg in die Division II, Gruppe A, bei der Weltmeisterschaft der Division II, Gruppe B
- 2024 Bester Vorlagengeber der Weltmeisterschaft der Division II, Gruppe B (gemeinsam mit Sam Verelst)

## BeNe-League-Statistik
(Stand: Ende der Spielzeit 2023/24)